# Edina Tóth
Edina Tóth (ur. 11 marca 1975 w Budapeszcie) – węgierska polityk, posłanka do Parlamentu Europejskiego IX kadencji.

## Życiorys
W 1998 ukończyła studia z zakresu historii i anglistyki na Katolickim Uniwersytecie Pétera Pázmánya. Kształciła się również na uniwersytecie będącym poprzednikiem Uniwersytetu Korwina w Budapeszcie oraz w Akademii Dyplomatycznej w Wiedniu. Zaangażowała się w działalność polityczną w ramach Fideszu, w latach 1996–2003 była wiceprzewodniczącą jego organizacji młodzieżowej Fidelitas. Od 1999 do 2001 pełniła funkcję wiceprzewodniczącej European Democrat Students, studenckiej młodzieżówki afiliowanej przy Europejskiej Partii Ludowej. Pracowała w administracji rządowej i we frakcji poselskiej Fideszu. W 2003 została doradczynią przewodniczącego grupy węgierskich obserwatorów w Europarlamencie. W 2004 podjęła pracę na stanowisku doradczyni we frakcji chadeckiej w PE. W 2019 otrzymała 13. miejsce na liście swojej partii w wyborach europejskich, uzyskując w wyniku głosowania z maja tegoż roku mandat eurodeputowanej IX kadencji.